# Dunărea Galați în sezonul 1976-1977
Sezonul 1976-1977  este chiar primul sezon pentru echipa gălățeană în Liga I, după ce a promovat în sezonul 1975-1976. Din păcate echipa gălățeană nu are un parcurs foarte strălucit căci nici după un sezon din Liga I măcar! retrogradează! totuși nu se mai reușește nici o promovare decât în sezonul 1978-1979 când echipa gălățeană promovează din nou, dar pentru două sezoane în Liga I de această dată!. 

## Echipă
| Nr. |         | Poziție | Jucător            |
| --- | ------- | ------- | ------------------ |
| -   | România | P       | Ilie Hagioglu      |
| -   | România | P       | Dumitrescu         |
| -   | România | P       | Vasile Oană        |
| -   | România | F       | Ion Morohai        |
| -   | România | F       | Ioan Ghircă        |
| -   | România | F       | Irimia Popescu     |
| -   | România | F       | Frunză             |
| -   | România | F       | Nedelcu            |
| -   | România | F       | Eugen Stoicescu    |
| -   | România | F       | Constantin Țolea   |
| -   | România | F       | Petre Deselnicu    |
| -   | România | M       | Ion Constantinescu |
| -   | România | M       | Viorel Haiduc      |
| -   | România | M       | Ene Aret           |
| -   | România | M       | Costel Orac        |
| -   | România | A       | Sorin Balaban      |
| -   | România | A       | Dan Radu           |
| -   | România | A       | Vochin             |
| -   | România | A       | Constantin         |
| -   | România | A       | Gherghe            |
| -   | Grecia  | A       | Iorgos Pantazis    |

## Transferuri

### Sosiri
| Post | Jucător  | De la echipa        | Suma de transfer  | Dată |  | ---- |
| ---- | -------- | ------------------- | ----------------- | ---- |  | ---- |
| A    | Dan Radu | Dacia Unirea Brăila | liber de contract | -    |  |      |

### Plecări
| Post | Jucător           | De la echipa        | Suma de transfer  | Dată |  | ---- |
| ---- | ----------------- | ------------------- | ----------------- | ---- |  | ---- |
| A    | Constantin Bezman | Dacia Unirea Brăila | liber de contract | -    |  |      |

Clasamentul după 34 de etape se prezintă astfel:

## Seria II

### Rezultate
| Victorii | Egaluri | Înfrângeri | Cea mai mare victorie | Cea mai mare înfrangere |

### Sezon intern
| 1  | FCM Galați               | Jiul Petroșani           |  | 0-1 |
| 2  | FCM Reșița               | FCM Galați               |  | 4-1 |
| 3  | SC Bacău                 | FCM Galați               |  | 5-0 |
| 4  | FCM Galați               | Dinamo București         |  | 0-2 |
| 5  | Rapid București          | FCM Galați               |  | 3-2 |
| 6  | FCM Galați               | UTA Arad                 |  | 1-1 |
| 7  | FC Argeș Pitești         | FCM Galați               |  | 1-0 |
| 8  | FCM Galați               | FC Bihor Oradea          |  | 3-3 |
| 9  | FCM Galați               | FC Politehnica Iași      |  | 1-0 |
| 10 | Corvinul Hunedoara       | FCM Galați               |  | 1-0 |
| 11 | FCM Galați               | Steaua București         |  | 1-1 |
| 12 | FC Politehnica Timișoara | FCM Galați               |  | 3-0 |
| 13 | Sportul Studențesc       | FCM Galați               |  | 3-0 |
| 14 | FCM Galați               | FC Universitatea Craiova |  | 1-1 |
| 15 | FC Constanța             | FCM Galați               |  | 2-0 |
| 16 | FCM Galați               | Progresul București      |  | 3-2 |
| 17 | ASA Târgu Mureș          | FCM Galați               |  | 4-1 |
| 18 | Jiul Petroșani           | FCM Galați               |  | 4-2 |
| 19 | FCM Galați               | FCM Reșița               |  | 3-1 |
| 20 | FCM Galați               | SC Bacău                 |  | 0-0 |
| 21 | Dinamo București         | FCM Galați               |  | 4-0 |
| 22 | FCM Galați               | Rapid București          |  | 1-0 |
| 23 | UTA Arad                 | FCM Galați               |  | 3-1 |
| 24 | FCM Galați               | FC Argeș Pitești         |  | 1-0 |
| 25 | FC Bihor Oradea          | FCM Galați               |  | 3-2 |
| 26 | FC Politehnica Iași      | FCM Galați               |  | 2-0 |
| 27 | FCM Galați               | Corvinul Hunedoara       |  | 0-1 |
| 28 | Steaua București         | FCM Galați               |  | 6-1 |
| 29 | FCM Galați               | FC Politehnica Timișoara |  | 2-3 |
| 30 | FCM Galați               | Sportul Studențesc       |  | 1-0 |
| 31 | FC Universitatea Craiova | FCM Galați               |  | 3-1 |
| 32 | FCM Galați               | FC Constanța             |  | 1-3 |
| 33 | Progresul București      | FCM Galați               |  | 2-1 |
| 34 | FCM Galați               | ASA Târgu Mureș          |  | 0-3 |